# Aneflus zilchi
Aneflus zilchi är en skalbaggsart som beskrevs av Franz 1954. Aneflus zilchi ingår i släktet Aneflus och familjen långhorningar.
Artens utbredningsområde är El Salvador. Inga underarter finns listade i Catalogue of Life.